# Ищите и найдёте
«Ищите и найдёте» — советский фильм 1969 года режиссёра Бориса Романова по сценарию Александра Горохова.

## Сюжет
У молодого учёного-геолога Павла Тарлова казалось бы всё в порядке: жена Ольга, двое детей, работа в научно-исследовательском институте вместе с друзьями Сергеем и Вадимом такими же научными сотрудниками при руководителе отдела любовно именуемого ими «Слон». Но оказывается, всё не так гладко в семье и на работе…
Научный руководитель отдела даёт кандидатскую диссертацию Вадима на отзыв Павлу, который считает, что раз рецензентом будет друг, то и волноваться не о чем — звание «в кармане», но оказывается, что «Слон» знает Павла лучше, чем все окружающие: как честного и принципиального человека. Павел, обнаруживая в работе ряд красивых предположений, не подтвержденных практикой, честно говорит другу о недостатках диссертации, и даёт отрицательное заключение в своём отзыве. Вадим, уязвлённый отзывом Павла на диссертацию, отказывается ехать в геологическую экспедицию по поиску месторождения слюды

Трудности и быт экспедиции показаны в фильме довольно ординарно и без особой сценарной и режиссёрской выдумки — но не они в данном случае интересуют зрителя. Автор и режиссёр сумели заинтересовать нас характерами героев…— Спутник кинозрителя, 1970
Одновременно не очень ладно складывается у Павла и семейная жизнь — Оля упрекает его в том, что он далек от неё и много времени уделяет работе.
Будучи в экспедиции узнав, что Оля уехала в южный курортный город, Павел просит Сергея продолжить экспедицию, а сам бросается влед Оле, чтобы вернуть любовь, не теряя надежды вместе с ней вернутся к поискам и найти месторождение:

…и ждешь что к финалу его упорство будет вознаграждено открытием. Но авторы не торопятся преподнести герою такой подарок. Это упростило бы разговор об отношении к жизни, к работе, о взыскательности и бескомпромиссности. Вопросов поставлено фильме много. Дан ли ответ на них? «Ищите и найдете», предлагают авторы.— Советский экран, 1970

## В ролях
- Роман Хомятов — Павел Тарлов
- Владимир Заманский — Сергей
- Валерий Малышев — Вадим
- Нина Веселовская — Ольга Тарлова, жена Павла
- Нина Попова — Татьяна
- Наталия Дугина — Майка
- Евгений Тетерин — «Слон», Анатолий Сергеевич
- Николай Смирнов — Михалыч
- Иван Насонов — Виталька
- Наташа Кононова — Юля, дочь Павла и Ольги
- Вова Широкий — Вовка, сын Павла и Ольги
- Мария Андрианова — квартирная хозяйка